# VZ Camelopardalis
VZ Camelopardalis (VZ Cam) är en stjärna i stjärnbilden Giraffen. VZ Camelopardalis är en röd jättestjärna med en magnitud på +4,92 och den ligger på ungefär 473 ljusårs avstånd.
VZ Camelopardalis är en variabel stjärna som varierar mellan magnituderna +4,80 och +4,96 på 23,7 dygn.